# Lowlands 1997
Lowlands 1997 (voluit: A Campingflight to Lowlands Paradise) werd van 22 tot 24 augustus 1997 gehouden in Biddinghuizen. Het was de 5e editie van het Lowlandsfestival. Met 40.000 verkochte kaarten werd het bezoekersrecord van 30.000 (Lowlands 1996) verbroken. Een kaartje kost 145 gulden.

## Artiesten
| - 16 Horsepower - Afro Celt Sound System - Agnostic Front - Andrew Dorff - Backfire - Bandulu - Blink 182 - Blonde Redhead - Bloodhound Gang - Blur - Carlijn - Carlton - Cleveland Watkiss - Dance Hall Crashers - Dano - Darren Emerson - dEUS - Down By Law - Dreadzone - Faith No More - Foo Fighters - Fountains Of Wayne - Frankie D - Fuck - Gerd (punkband) - Headrillaz | - Heideroosjes - Hoover - I Against I - Jabberwocky - Jeff Mills - Juming Jack Frost - Junkster - Karma To Burn - Kula Shaker - Laurent Garnier - Lemonheads - Life of Agony - Lo Fidelity Allstars - Luna - Lx Pacific - ManBREAK - Michel de Heij - Mickey Finn - Millencolin - Mogwai - Orphanage - Pavement - Pennywise - Pigmeat - Quazar - Radar (band) | - Rammstein - Reprazent - Rollins Band - Rowwen Hèze - Royal Crown Revue - Ryker’s - Sample Paradise feat Eboman - Sick of It All - Simmer - Slam - Silver Sun - S.I.T.P. - Skunk Anansie - Summercamp - Supersub - Swell - Symposium - The Cardigans - The Chemical Brothers - The Gourds - The Jon Spencer Blues Explosion - The Paladins - Thump - Veruca Salt - You Am I |

1967 · 1968 · 1993 · 1994 · 1995 · 1996 · 1997 · 1998 · 1999 · 2000 · 2001 · 2002 · 2003 · 2004 · 2005 · 2006 · 2007 · 2008 · 2009 · 2010 · 2011 · 2012 · 2013 · 2014 · 2015 · 2016 · 2017 · 2018 · 2019 · 2020 · 2021 · 2022 · 2023 · 2024